# 李振盛
李振盛（1940年9月22日—2020年6月22日），生於遼寧大连，是中國記者及摄影家，居於美國紐約皇后區。

## 生平

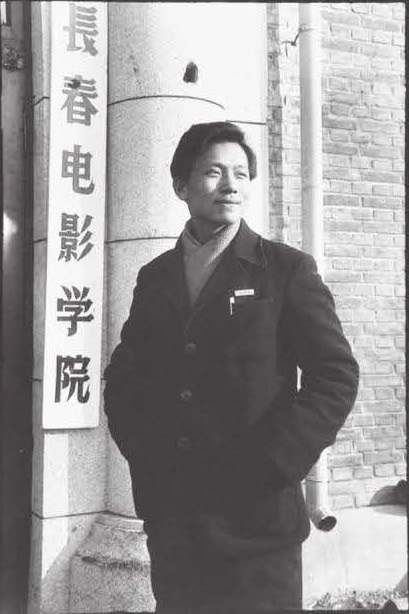
1960年12月25日，李振盛在長春電影學院門口留影

李振盛出生在东北港口城市大连的一个贫穷家庭。他的父亲李元鉴曾在一艘轮船上做厨师。母亲陈世兰在李振盛三岁时去世。
不久之后，一家人搬回了东部省份山东的老家。李振盛与他的妹妹和同父异母的哥哥一起长大。1963年李从长春电影学院毕业，在哈尔滨的《黑龙江日报》做摄影记者。文化大革命中参与造反派组织。1968年与同事祖莹侠成婚，不久岳父被批。李开始有意识地拍摄一些文革中的负面历史照片，包括李范五、任仲夷等人被批的照片，并把它们藏在家中地板下，大约有10万张底片。1968年末李被打倒，与妻子下放五七干校，把底片托一可信的编辑保管。1972年回报社。
1982年，李成为国际政治学院新闻系任摄影教研室主任。1987年末他的《让历史告诉未来》专题照片获全国摄影公开赛系列新闻照片大奖。1990年代以后多次出国访问；2000年开始编辑画册《红色新闻兵》，2002年出版图册《追忆瞬间》，2003年開始，《红色新闻兵》以英、法、德、意、西、日、中文等文字出版，次年被《美国摄影》评为世界最佳摄影画册，2013年獲露西纪实摄影终身成就奖，成為該獎項的首位華人得主。2017年10月在四川省成都市大邑县安仁镇的民营企业家樊建川設立的博物館聚落合辦李振盛摄影博物馆。
2020年6月因中風在美國紐約逝世，同月22日開始傳出死訊，具體逝世時間沒有公佈。

## 引用
1. ↑  . 中央社. 2020-06-22  [2020-06-22]. （原始内容存档于2020-06-23）.
2. ↑  AMY QIN. . 纽约时报中文网. The NewYork Times.   [2020-07-04]. （原始内容存档于2021-01-24）.
3. 1 2  贺莉丹. . 新浪新闻. 新民周刊. 2011-04-06  [2020-06-24]. （原始内容存档于2020-06-24） （中文（中国大陆））.
4. 1 2  . 纽约时报. 2012-09-10  [2020-06-24]. （原始内容存档于2020-06-24） （中文（中国大陆））.
5. ↑  李振盛摄影博物馆开馆暨建川文创街坊开街活动，建川博物馆2017年10月28日
6. ↑  映畫廊藝術總監那日松FB貼文 （页面存档备份，存于），2020年6月22日
7. ↑  紅色新聞兵李振盛傳過世 為文革留下寶貴紀錄 （页面存档备份，存于），中央社2020年6月22日
8. ↑  文革著名攝影記者李振盛在美國離世終年79歲 （页面存档备份，存于），香港蘋果日報2020年6月22日
9. ↑  “红色新闻兵”李振盛：用镜头记录文革历史 （页面存档备份，存于），紐約時報中文網2020年6月29日
10. ↑  . The Economist.   [2020-07-04]. ISSN 0013-0613. （原始内容存档于2020-07-23）.